# Clypeaster tumidus
Clypeaster tumidus is een zee-egel uit de familie Clypeasteridae.
De wetenschappelijke naam van de soort werd in 1878 gepubliceerd door Julian Edmund Tenison-Woods.